# Верхосульська волость
Верхосульська волость — адміністративно-територіальна одиниця Лебединського повіту Харківської губернії.
Найбільше поселення волості станом на 1914 рік:
- село Верхосулка — 1735 мешканців.

Старшиної волості був Панченко Савва Павлович, волосним писарем — Дремлюга Пилип Степанович, головою волосного суду — Шевчик Корній Олейсійович.